# Liste von Eisenbahnunfällen in Tschechien
Die Liste von Eisenbahnunfällen in Tschechien enthält eine chronologische Auflistung von Eisenbahnunfällen auf dem Staatsgebiet der heutigen Tschechischen Republik, bei denen der Verlust von Menschenleben zu beklagen war oder erheblicher Sachschaden verursacht wurde.
Infolge der Unfälle wurden oft entscheidende Weiterentwicklungen zur Sicherung von Zugfahrten eingeführt. Gleisfreimeldeanlagen und Zugbeeinflussungen wie LS oder ETCS oder der Zugfunk wurden eingeführt, um Unfälle zu vermeiden.

## Bis 1918

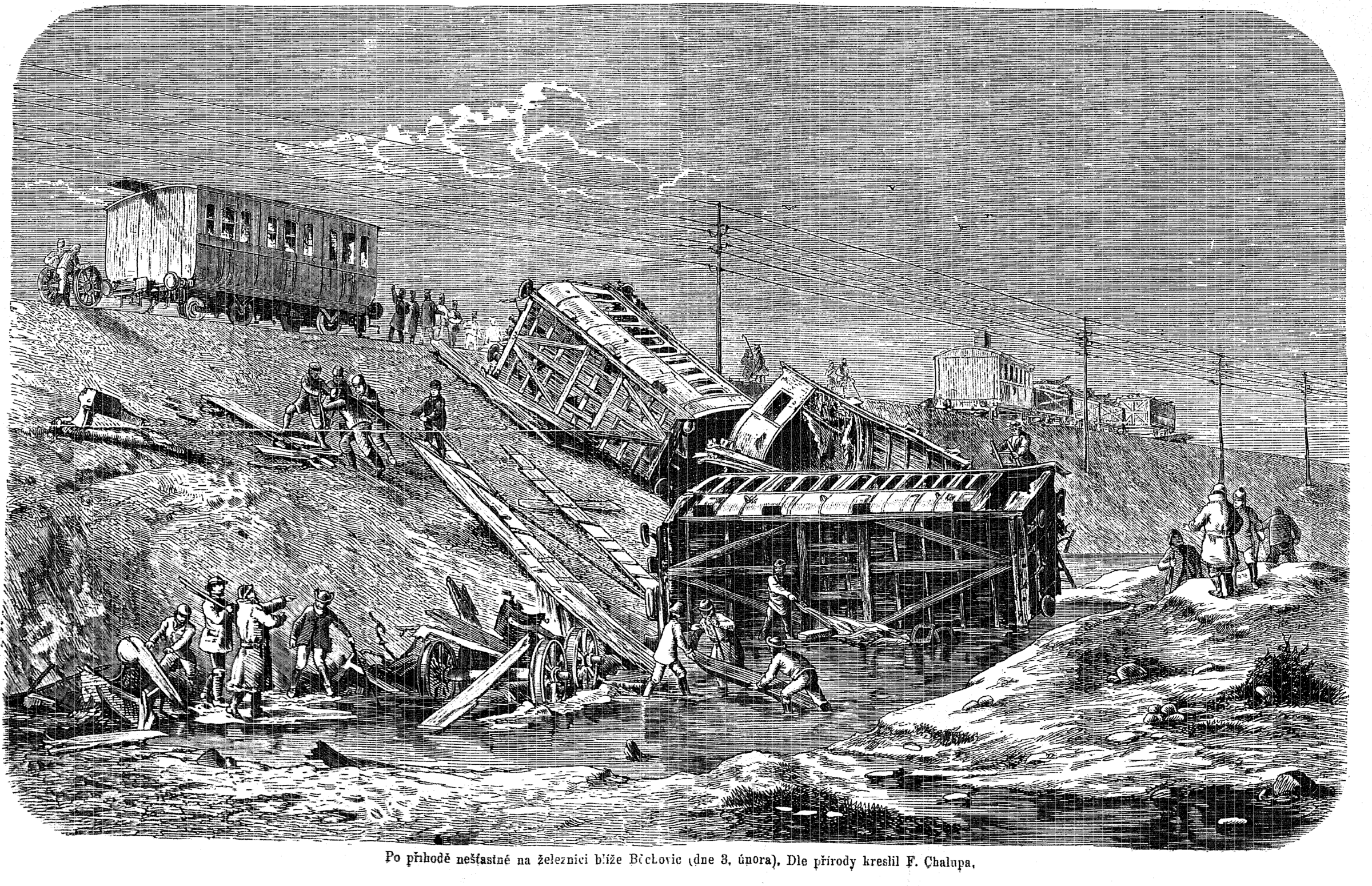
1869 stürzten bei Úvaly drei Reisezugwagen einen Bahndamm hinunter.

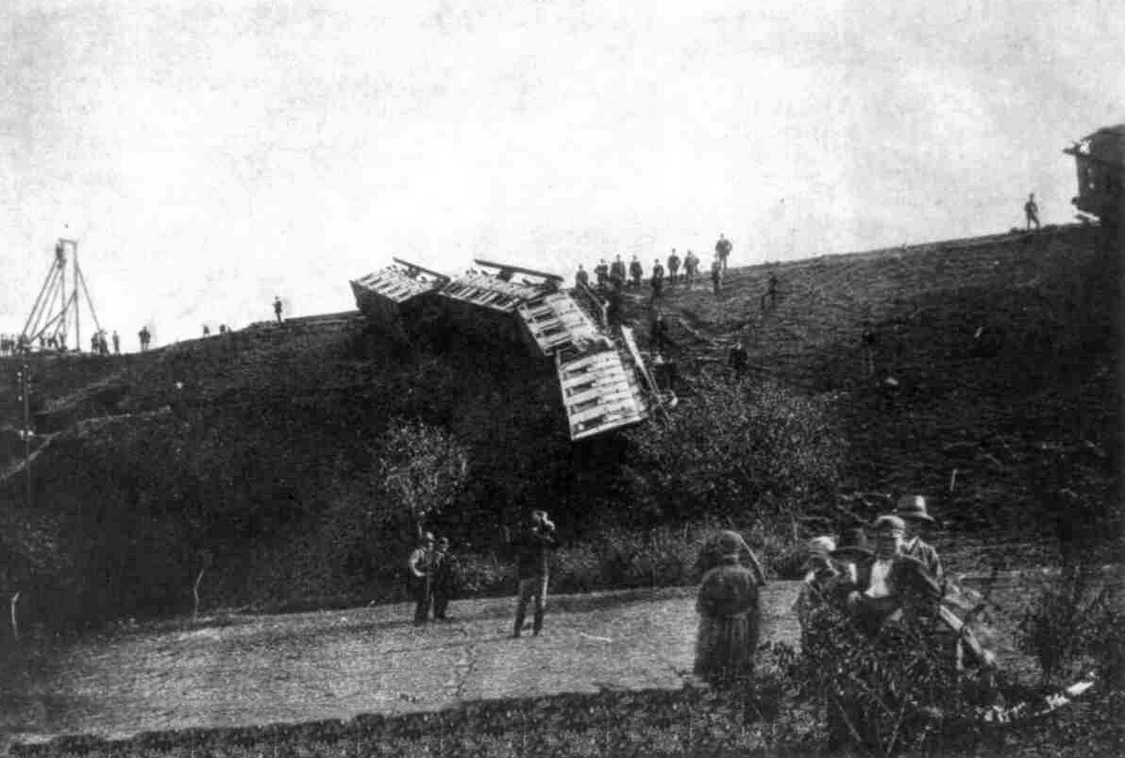
1890 stürzte bei Blovice ein Zug von einem durchnässten Bahndamm.

Branowitz – AuffahrunfallAm 7. Juli 1839 verkehrten anlässlich der Eröffnung der Strecke Lundenburg–Brünn der a. priv. Kaiser Ferdinands-Nordbahn (KFNB) vier Festzüge von Wien nach Brünn. Bei der Rückfahrt musste der Lokomotivführer des zweiten Zugs im Bahnhof Branowitz wegen eines Schadens an der Lokomotive halten. Der dritte Zug fuhr auf den zweiten Zug auf. 60 Menschen wurden verletzt.

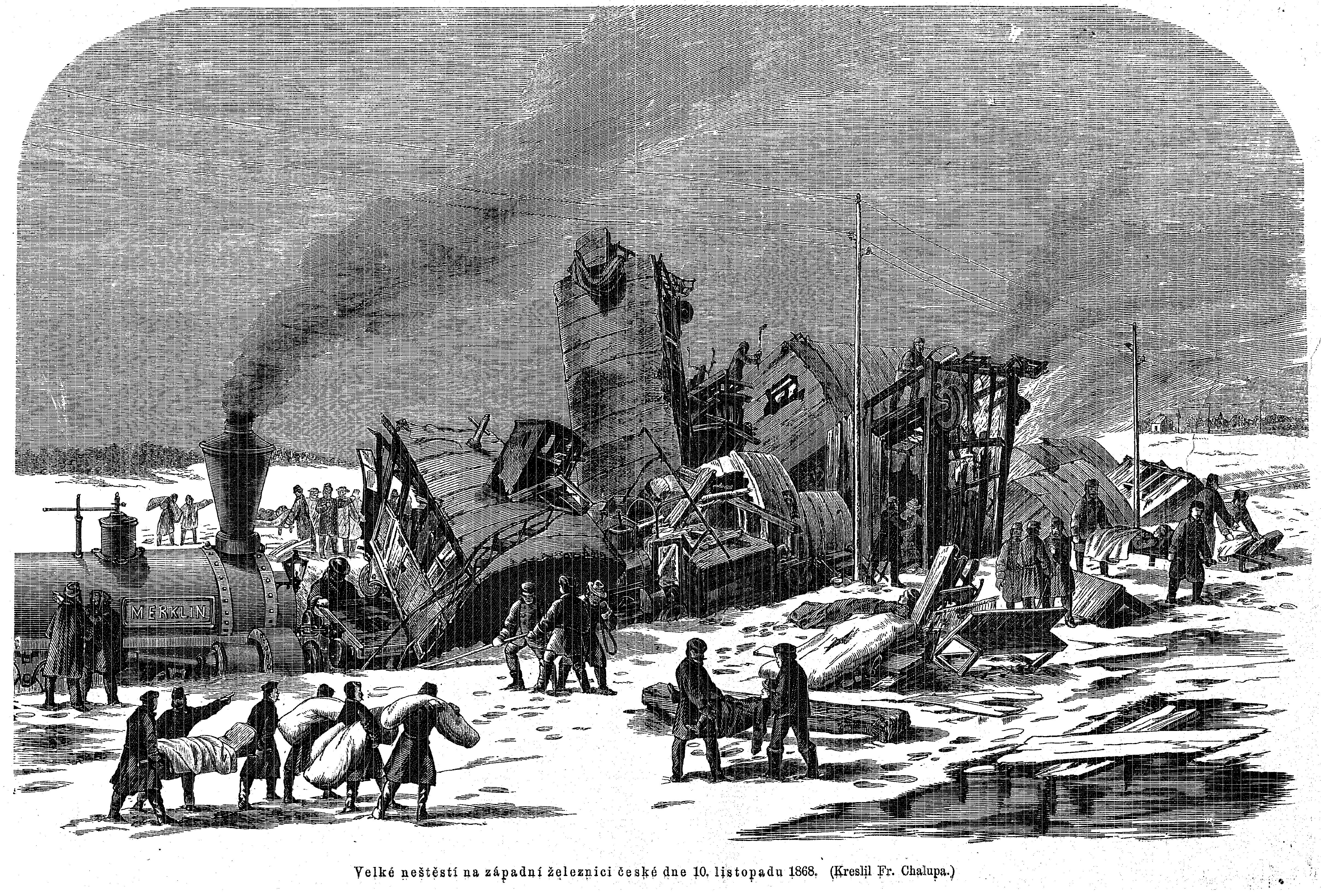
1868 fuhr in Cerhovice ein Zug auf eine steckengebliebene Komposition.

Zwischen Hullein und Napajedl – KesselzerknallAm 27. Juli 1848 zerknallte der Kessel der Lokomotive JASON der a. priv. Kaiser Ferdinands-Nordbahn (KFNB) auf der Bahnstrecke Wien–Krakau zwischen Hullein und Napajedl. Vier Personen wurden getötet und zwei verletzt.
Zerwitz – AuffahrunfallAm 10. November 1868 ereignete sich bei der heutigen Haltestelle Zerwitz auf Bahnstrecke Prag–Pilsen der k.k. priv. Böhmischen Westbahn (BWB) ein Auffahrunfall bei der Fahrt im Zeitabstand. Während eines Schneesturms fuhr ein Güterzug auf einen in einer Schneewehe feststeckenden Personenzug auf. 28 Menschen wurden getötet und 60 verletzt. Um solche Unfälle zu verhindern, wurden Zugfolgeabschnitte eingeführt.
Auval – EntgleisungAm 3. Februar 1869 entgleisten auf der Bahnstrecke Wien–Prag–Bodenbach der priv. Österreichisch-ungarischen Staatseisenbahngesellschaft (StEG) die letzten drei Wagen des Schnellzuges Wien–Prag zwischen den Stationen Auwal und Běchowitz. Zehn Personen wurden verletzt, der Schaffner starb später. Der Unfall wurde wahrscheinlich durch eine Spurerweiterung infolge verfaulter Schwellen verursacht.
Oderberg – KesselzerknallAm 23. März 1871 zerknallte der Kessel der Lokomotive GLAUCOS der a. priv. Kaiser Ferdinands-Nordbahn (KFNB) im Bahnhof Oderberg. Ursache war vermutlich die vergessene Wasserspeisung durch das Lokomotivpersonal und daraus folgender Wassermangel.
Tschertschan – EntgleisungAm 18. März 1889 entgleisten auf der Strecke Gmünd–Prag der k.k. priv. Kaiser Franz Josephs-Bahn (KFJB) zwischen dem Bahnhof Tschertschan und der heutigen Haltestelle Pyšely wegen eines Radbruchs sechs Reisezugwagen. Vier Personen verstarben, neun wurden verletzt.
Blowitz – EntgleisungAm 5. August 1890 entgleiste bei Blowitz auf Strecke Wien–Eger der k.k. priv. Kaiser Franz Josephs-Bahn (KFJB) bei der Überquerung einer Brücke ein Personenzug. Ein Teil des Zuges stürzte in einen Bach. Wegen starken Regens war der Bahndamm durchnässt und hielt dem Gewicht des Zuges nicht stand. Der Unfall forderte fünf Todesopfer und 42 Verletzte.
Popowitz – EntgleisungAm 13. Oktober 1909 entgleiste die Lokomotive eines Güterzuges bei Popowitz auf der Strecke Brünn–Vlarapass der k.k. priv. Österreichisch-Ungarischen Staatseisenbahngesellschaft (StEG). Das Lokomotivpersonal kam ums Leben, zwei Zugbegleiter wurden schwer verletzt.
Uhersko – FrontalzusammenstoßAm 25. Dezember 1909 stieß auf der Bahnstrecke Wien–Prag der priv. Österreichisch-ungarischen Staatseisenbahngesellschaft (StEG) ein Schnellzug aus Prag frontal mit einem in der Station Uhersko wartenden Güterzug zusammen. 13 Menschen starben.

## 1919–1938

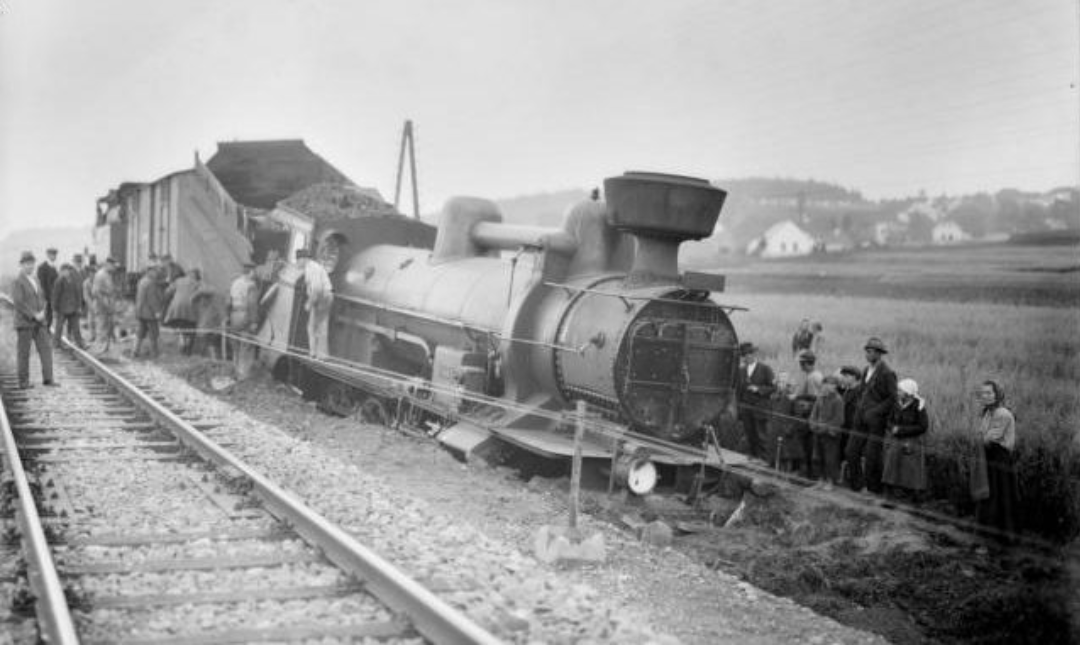
Der 1926 in Chotoviny entgleiste Güterzug blieb neben dem Bahngleis stehen.

Čelákovice – FrontalzusammenstoßAm 6. Dezember 1919 stieß bei Čelákovice auf der Bahnstrecke Lysá nad Labem–Praha ein Eilzug frontal mit einem verspäteten Personenzug zusammen. Vier Personen verloren ihr Leben, 120 wurden verletzt. Die Zugkreuzung sollte verlegt werden, aber der Fahrdienstleiter in Čelákovice wertete das Klingelsignal falsch aus.
Český Brod – BremsversagenAm 27. Juni 1920 stieß auf der Strecke Česká Třebová–Prag ein Güterzug mit einem im Bahnhof Český Brod stehenden Personenzug zusammen. Unfallursache war das Überfahren eines Halt zeigenden Signals und das ungenügende Bremsvermögen des schweren und nicht mit Druckluftbremse ausgerüsteten Güterzugs. Sechs Menschen kamen ums Leben, 56 wurden verletzt.
Chotoviny – Zug in Stichgleis geleitetAm 1. August 1926 wurde auf der Strecke České Velenice–Prag im Bahnhof Chotoviny ein Güterzug versehentlich in ein Stichgleis geleitet. Die Lokomotive rammte einen abgestellten Arbeitswagen, fuhr über das Stichgleis hinaus und blieb neben der Haupttrasse stehen. Der Unfall forderte ein Todesopfer und zwei Verletzte, der verantwortliche Fahrdienstleiter verübte Suizid.
Brno – FrontalzusammenstoßAm 12. April 1927 kam es im Bahnhof Brno hlavní nádraží aufgrund falscher Anordnungen zu einem Frontalzusammenstoß eines Personenzuges mit einem Güterzug. Fünf Personen wurden getötet und 110 verletzt.
Včelná – FrontalzusammenstoßAm 1. August 1928 kam es auf der Strecke St. Valentin–Budweis im Bahnhof Včelná zu einem Zusammenstoß eines Schnellzuges mit einem Personenzug, der 17 Tote und 78 Verletzte forderte.
Zaječí – Entgleisung Am 9. September 1928 entgleiste ein Schnellzug im Bahnhof Zaječí auf der Strecke Břeclav–Brno und rammte einen im Nachbargleis stehenden Güterzug. 24 Menschen starben.
Vlašim – FrontalzusammenstoßAm 2. Juli 1932 stießen zwei Personenzüge auf der Strecke Benešov u Prahy–Dolní Kralovice bei Vlašim zusammen. Wegen einer Verspätung sollte die Zugkreuzung verlegt werden. Allerdings scheiterte die Verständigung der beiden Fahrdienstleiter, da ein heftiger Sturm die Telefonleitung zerrissen hatte. Neun Menschen starben und 80 wurden verletzt.

## 1939–1945

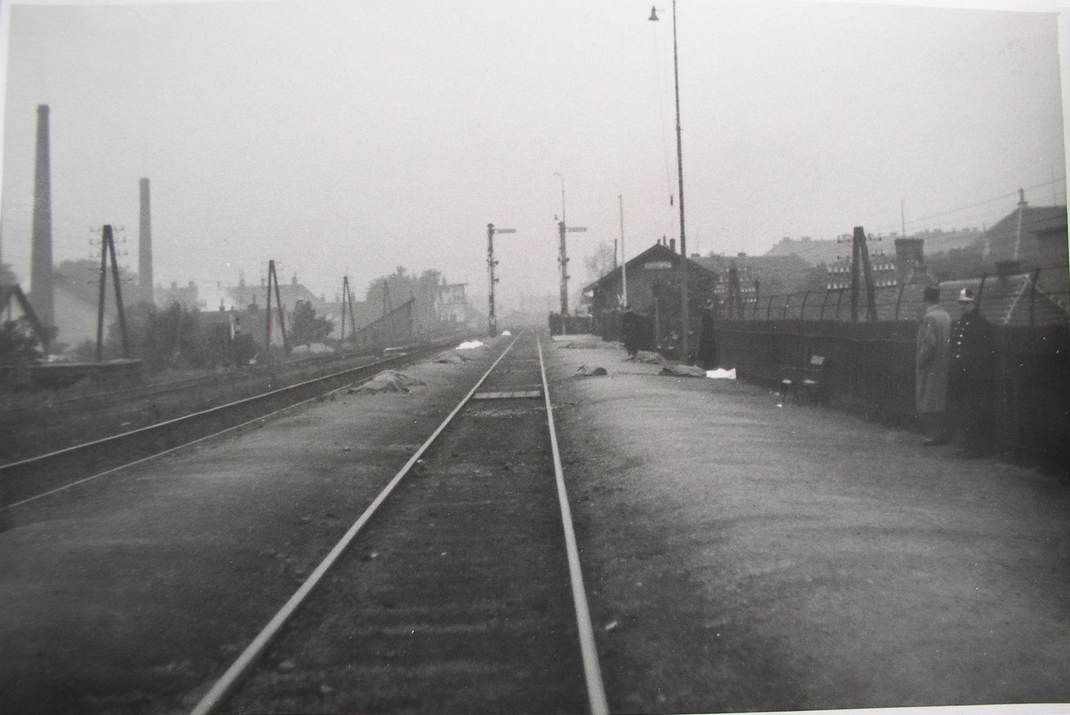
Haltestelle Židenice nach dem Unfall vom 18. September 1941.

Mittelgrund – EntgleisungAm 15. Juni 1939 fuhr im Bahnhof Mittelgrund (heute: Prostřední Žleb) ein Schnellzug der Deutschen Reichsbahn mit Streckengeschwindigkeit in ein abzweigendes Gleis, entgleiste und fuhr in ein Stellwerksgebäude. Ursache war die Missachtung der Geschwindigkeitsbeschränkung des Einfahrsignals durch das Lokomotivpersonal. 14 Menschen starben, 26 wurden verletzt.
Brno-Židenice – Schnellzug fährt in PersonengruppeAm 18. September 1941 fuhr in Brno-Židenice auf der Bahnstrecke Brno–Praha ein Schnellzug in der morgendlichen Dunkelheit in eine Gruppe Pendler. Während ein Militärzug auf Gleis 2 die Haltestelle durchfuhr, wartete der nachfolgende Personenzug nach Adamov vor dem Einfahrsignal. Die Fahrgäste verwechselten den herannahenden Militärzug mit dem Personenzug und überquerten das Gleis 1, um den Zug zu besteigen. In diesem Moment nahte dort ein wegen der Kriegsverdunkelung schlecht sichtbarer Schnellzug und erfasste die Menschengruppe. 18 Reisende wurden getötet und 10 verletzt.
Praha-Kbely – FrontalzusammenstoßAm 20. Dezember 1943 kollidierten im Bahnhof Praha-Kbely auf Strecke Praha–Turnov zwei Personenzüge frontal wegen einer fehlerhaften Anordnung des Fahrdienstleiters. Je nach Quelle starben 35 oder 42 Personen, 91 beziehungsweise 100 wurden verletzt. An der Beisetzung der Opfer nahmen die damaligen Minister Richard Bienert und Emanuel Moravec teil und ein römisch-katholischer Priester.
Povrly – FrontalzusammenstoßAm 15. Juni 1945 kam es im Bahnhof Povrly an der Strecke Praha–Děčín zu einem Frontalzusammenstoß eines Personenzugs mit einem Krankenwagenzug. Die zweigleisige Strecke wurde während des Unfalls nur eingleisig betrieben. 46 Menschen wurden getötet und 42 verletzt.
Rynoltice – Entlaufene Wagen entgleisenAm 24. Dezember 1945 entliefen im Bahnhof Křižany auf der Bahnstrecke Řetenice–Liberec beim Rangieren acht mit Kriegsheimkehrern besetzte Reisezugwagen. Kurz vor Rynoltice entgleisten die Wagen mit einer Geschwindigkeit von fast 100 km/h. Drei Frauen starben auf der Unfallstelle, 25 Reisende wurden verletzt.

## 1946–1959

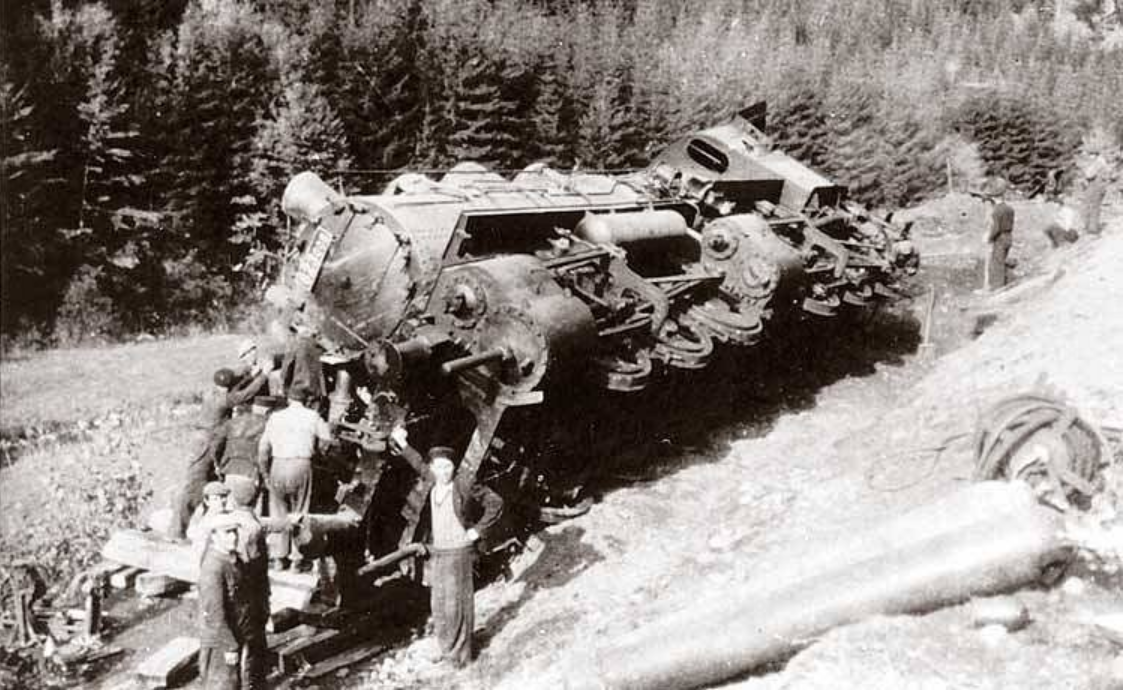
Bei Kolštejn entgleiste Lokomotive 623.008

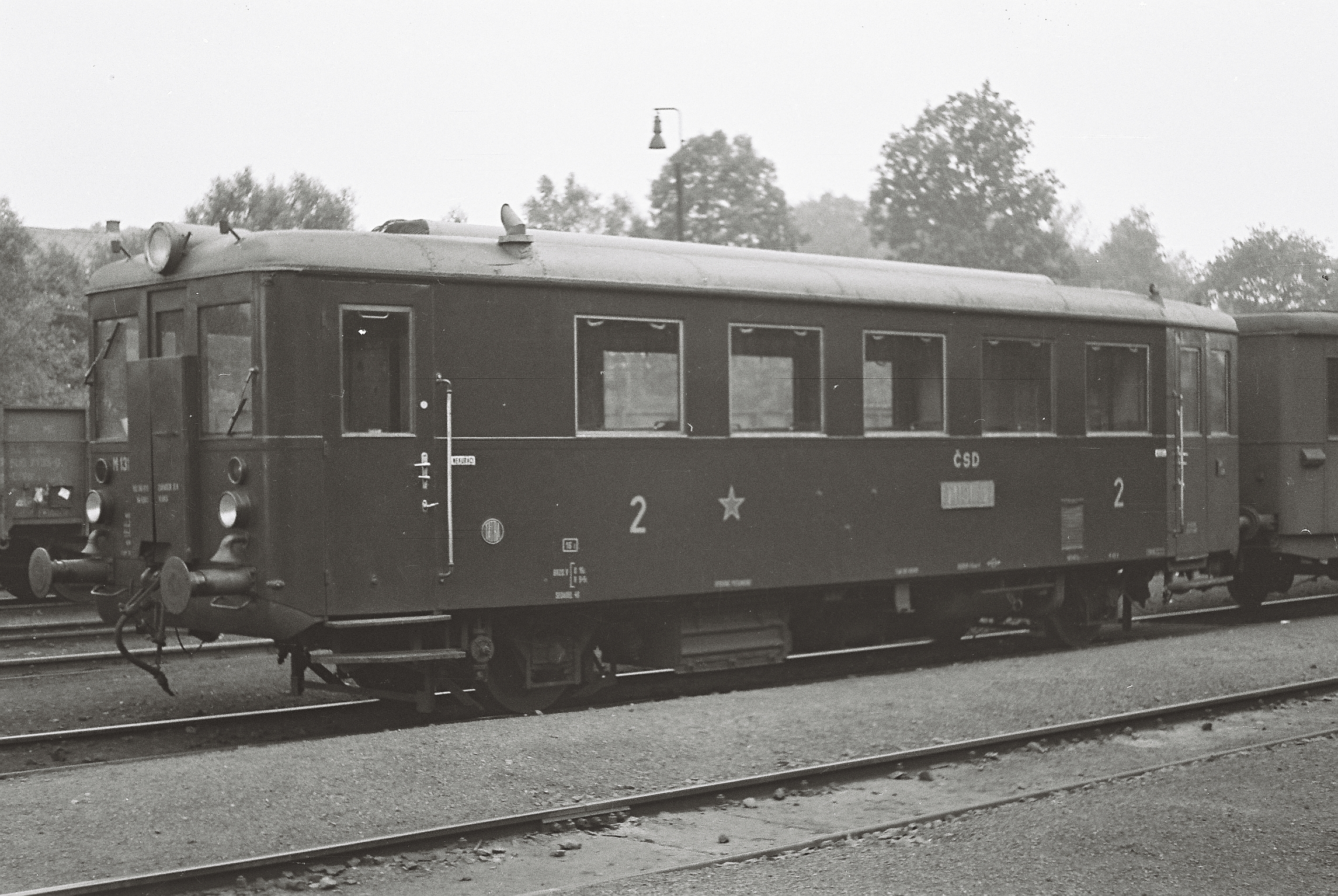
Der Triebwagen der Reihe M 131.1 bot den Fahrgästen bei dem Zusammenstoß von Stvolínky keinen Schutz.

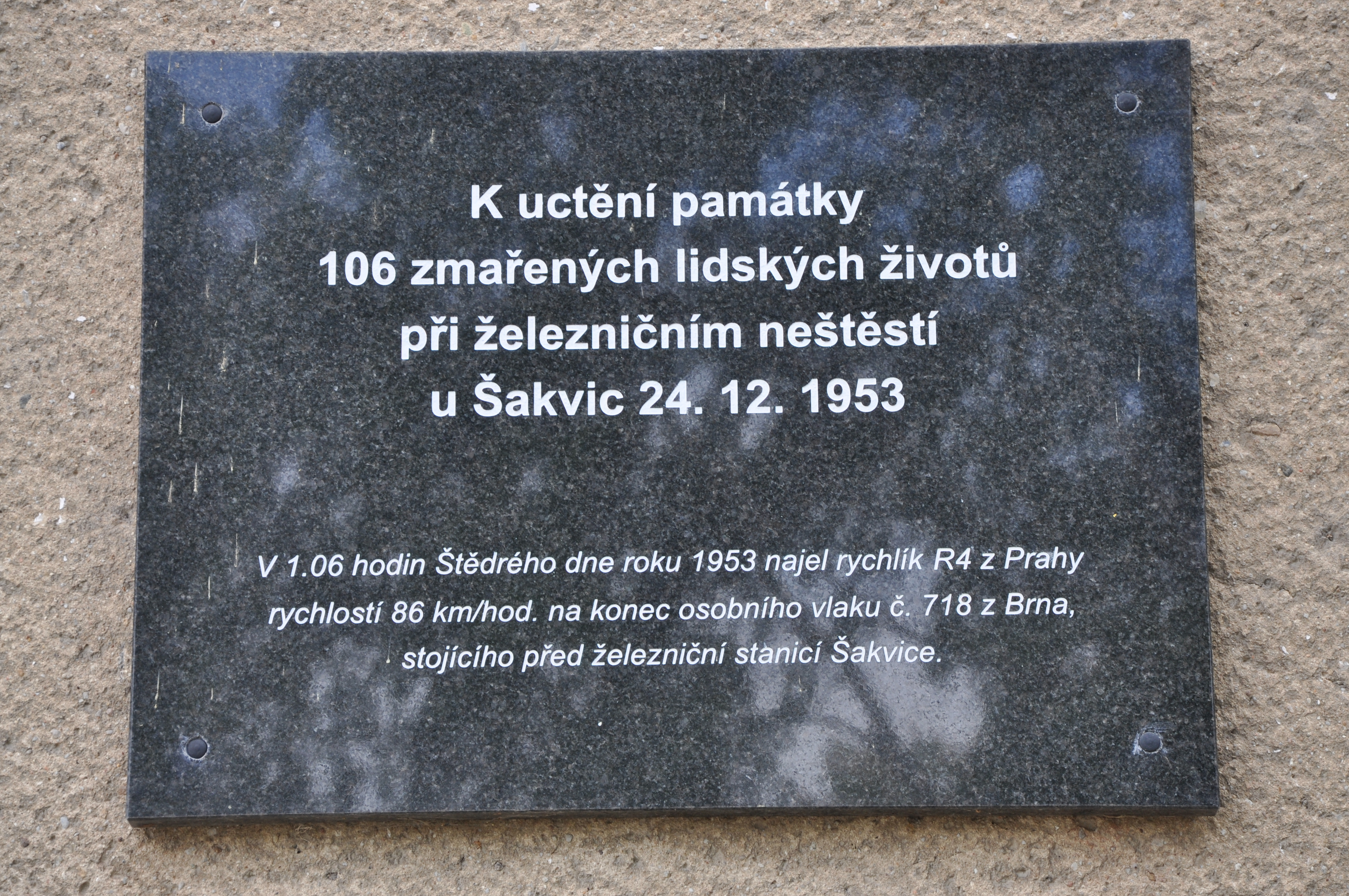
Gedenktafel in Šakvice

Lčovice – Frontalkollision mit ZusatzzugAm 1. Januar 1946 kollidierte zwischen Lčovice und Čkyně auf der Strecke Strakonice–Volary ein Zusatzzug frontal mit einem entgegenkommenden fahrplanmäßigen Personenzug. Der Lokomotivführer des Zusatzzugs war der einzige, der von der Zusatzleistung wusste. Er wartete in Lčovice den Gegenzug nicht ab. Vier Fahrgäste und ein Heizer starben, 66 Passagiere und acht Eisenbahner wurden verletzt. Der Unfall hat zur Verbesserung der veralteten Fahrdienstvorschrift beigetragen.
Prag – Kollision in TunnelAm 7. Juni 1947 stieß am Rande des zweiten Vinohrady-Tunnel ein Zug mit einer Lokomotive zusammen. Der Unfall forderte 7 Menschenleben, 56 wurden verletzt. Eine der Hauptursachen für die Kollision war die Außerbetriebnahme der Sicherheitseinrichtungen.
Kolštejn – BremsversagenAm 6. Oktober 1947 entgleiste auf der Strecke Hanušovice–Głuchołazy vor dem Bahnhof Kolštejn (heute Branná) die Lokomotive 623.008 eines Güterzuges nach einem Bremsversagen. Dabei verlor der Lokomotivführer sein Leben, der Heizer wurde verletzt.
Senohraby – Personenzug fährt in KohlewagenAm 12. Oktober 1947 kollidierte in Senohraby auf der Strecke České Velenice–Prag ein Personenzug mit Kohlewagen, deren Bremsen sich spontan gelöst hatten. Acht Menschen kamen ums Leben, 25 wurden verletzt.
Podivín – Schnellzug erfasst AutobusAm 21. Dezember 1950 erfasste bei Podivín an der Strecke Břeclav–Bünn ein Schnellzug einen Autobus. Der ČSAD-Bus hielt vor dem Bahnübergang an den gesenkten Schranken und ein Personenzug passierte. Anschließend wurden die Schranken gehoben, obwohl der Schnellzug von Bratislava nach Brünn nahte. Der Zug halbierte den Bus, 34 Personen wurden getötet und 56 verletzt.
Stvolínky – Frontalkollision an schwer zugänglicher UnfallstelleAm 30. März 1952 kollidierte in Stvolínky auf der Nordböhmischen Transversalbahn ein Dieseltriebwagen der Baureihe M 131.1 mit Beiwagen frontal mit einer allein verkehrenden Lokomotive der Reihe 313.4. An der schwer zugänglichen Unfallstelle mussten 12 Tote und 34 Verletzte geborgen werden. Unfallursache war eine unsorgfältig geplante Verlegung der Zugkreuzung.
Suchdol nad Odrou – Entgleisung wegen defekten SignalsAm 26. August 1952 entgleiste in Suchdol nad Odrou an der Strecke Přerov–Bohumín in einer Kurve ein Schnellzug mit etwa 100 km/h, entgleiste und kippte um. Am Signal, das die Geschwindigkeitsreduktion hätte anzeigen sollen, hat nur eine statt zwei grüner Lampen geleuchtet. 12 Menschen fanden den Tod, 108 wurden verletzt.
Šakvice – Auffahrunfall zweier ReisezügeAm 24. Dezember 1953 fuhr im Bahnhof Šakvice an der Bahnstrecke Břeclav–Brno ein Schnellzug ungebremst auf einen stehenden Personenzug auf. Der Unfall war der schwerste in der Geschichte des Staates Tschechoslowakei, er forderte 103 Menschenleben. Verursacht wurde er durch das alkoholisierte Lokomotivpersonal, dass mehrere Halt zeigende Signale ohne Geschwindigkeitsreduzierung überfuhr.
Dluhonice – Auffahrunfall nach SignalmissachtungAm 7. August 1956 prallte bei Přerov auf der Verbindsschlaufe zwischen Prosenice und Dluhonice der Schnellzug Bohumín–Prag von hinten auf einen stehenden Güterzug. 7 Menschen wurden getötet, 56 verletzt. Der Schnellzug hatte ein geschlossenes Signal überfahren.
Bylnice – Triebwagen kollidiert mit entlaufenen GüterwagenAm 28. April 1957 kollidierte in Bylnice auf der Strecke Bylnice–Vsetín ein Dieseltriebwagen der Baureihe M 131.1 frontal mit einem entlaufenen Güterwagen, der in Brumov nur mit einem Holzklotz statt einem Radvorleger gesichert war. Die Kollision forderte zehn Menschenleben und sechs Verletzte.
Vrbátky – Kollision eines außerplanmäßigen SchnellzugsAm 11. September 1957 stieß im Bahnhof Vrbátky auf der Strecke Nezamyslice–Olomouc ein außerplanmäßiger Schnellzug von Brünn nach Olomouc wegen einer falsch gestellten Weiche mit einem stehenden Personenzug zusammen. Der Unfall forderte 15 Todesopfer und 26 Verletzte.
Frýdlant – Lokomotive stürzt in FlussAm 4. Juli 1958 war bei Frýdlant v Čechách nach heftigen Regenfällen und dem starken Pegelanstieg der Smědá der Bahndamm durchweicht. Die Lokomotive eines vorbeifahrenden Personenzugs stürzte in den Fluss, die Wagen blieben glücklicherweise auf der Trasse. Der Unfall forderte vier Todesopfer.

## 1960–1979

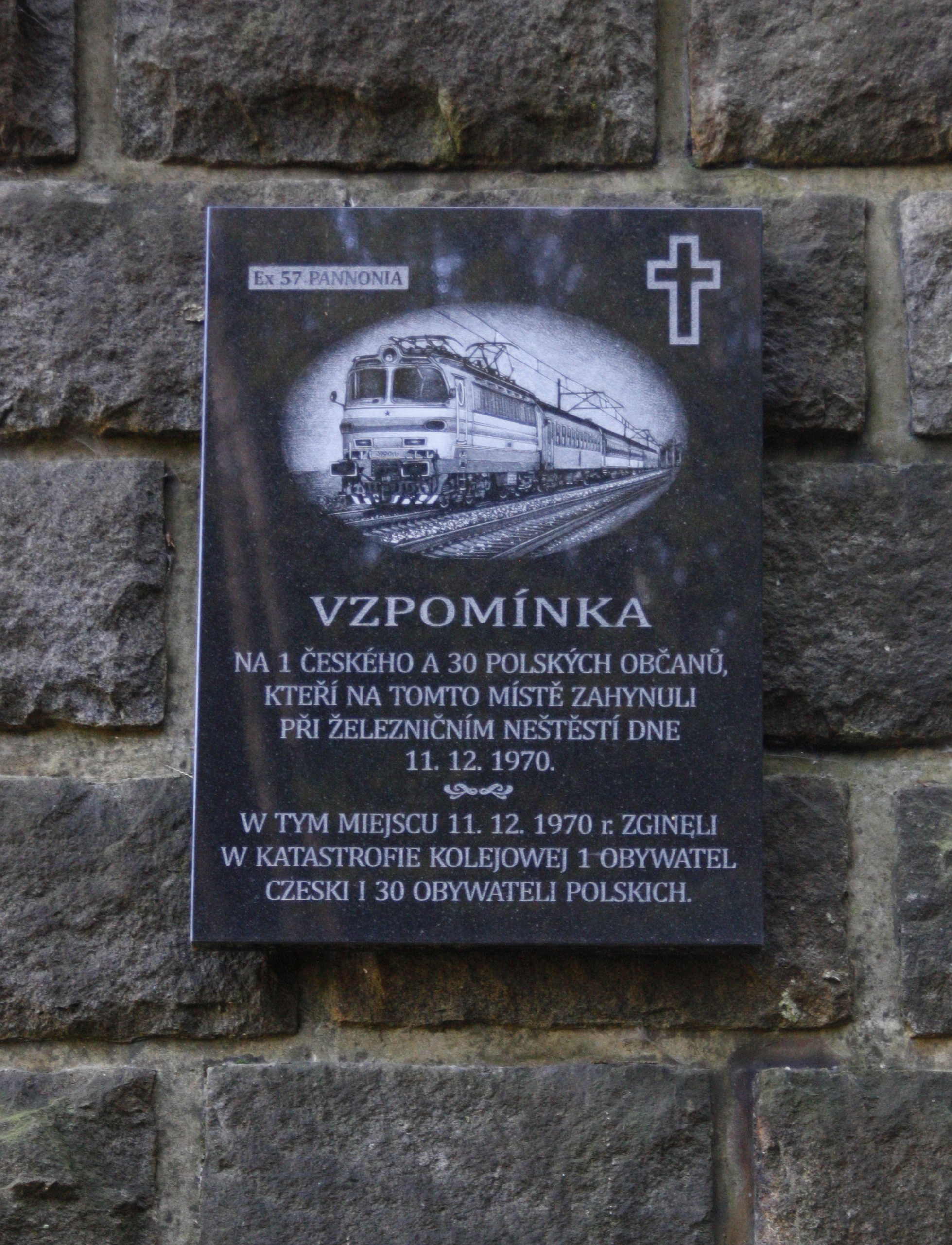
Gedenktafel, die an den Unfall von Řikonín erinnert.

Stéblová – Diesel entzündet sich nach Kollision Am 14. November 1960 stieß bei Stéblová auf der Bahnstrecke Pardubice–Liberec ein lokomotivbespannter Personenzug mit einem weiteren als Triebwagen geführten Personenzug frontal zusammen. Dabei starben 118 Menschen. Es war der schwerste Eisenbahnunfall in der damaligen Tschechoslowakei.

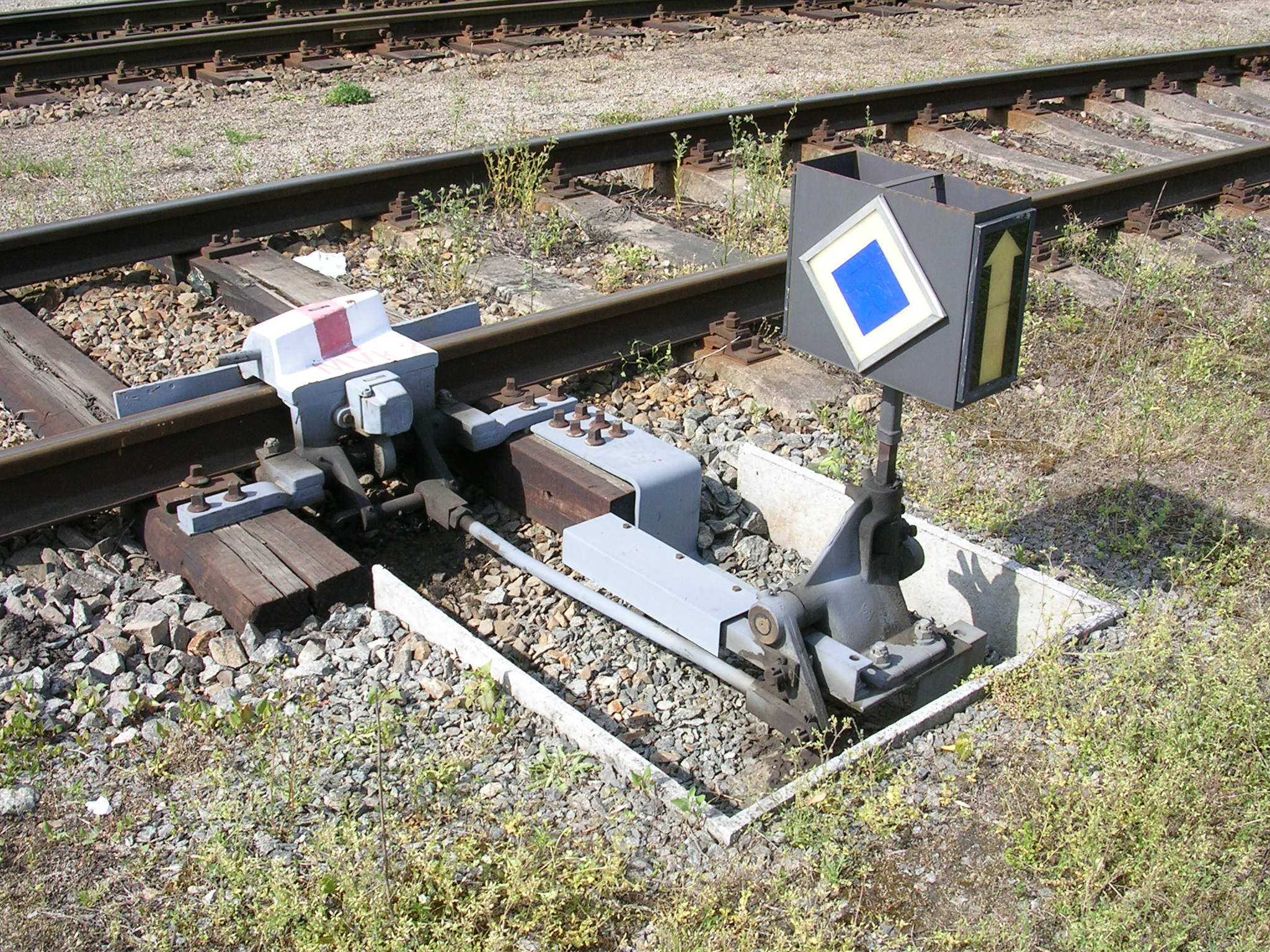
Seit dem Unfall von Vrbno pod Pradědem werden geöffnete Gleissperren nicht mehr verriegelt.

Vrbno pod Pradědem – Zusammenstoß mit entlaufenen HolzwagenAm 27. August 1961 stieß auf der Bahnstrecke Milotice nad Opavou–Vrbno pod Pradědem bei Vrbno pod Pradědem ein Personenzug mit entlaufenen Güterwagen zusammen, die mit Rundholz beladen waren. Nach der Kollision begann der Dieseltriebwagen zu brennen. 18 Personen wurden getötet, 17 verwundet. Seit diesem Unfall werden die Gleissperren nicht mehr in der geöffneten Stellung verriegelt. 18 Menschen wurden getötet, 17 verwundet.
Tábor – Lokomotivführer ohne StreckenkenntnisAm 29. Januar 1962 entgleiste im Bahnhof Tábor ein aus Benešov kommender Militärtransport. Der Lokomotivführer hatte keine Streckenkenntnis und konnte nicht mehr bremsen. Acht Personen wurden getötet, 42 Soldaten verwundet.
Církvice – Personenzug prallt in UnfallstelleAm 6. Juli 1962 fuhr in Církvice an der Strecke Kolín–Děčín ein Kieszug auf einen stehenden Güterzug auf, weil der Kieszug zu schnell fuhr und bei den Wagen die Bremsen nicht funktionierten. Die Lokomotive und einige Wagen entgleisten und ragten ins Lichtraumprofil des Gegengleises, wo ein Personenzug entgegenkam. 14 Personen starben am Unfallort, 22 wurden schwer verletzt.
Zákolany – Kollision eines überladenen GüterzugsAm 25. Januar 1964 in Zákolany kollidierte ein Güterzug aus Kladno, beladen mit Produkten aus dem örtlichen Stahlwerk, mit einem stehenden Personenzug. Der Unfall forderte 14 Menschenleben und 18 Verletzte.
Praha-Hloubětín –  Güterzug missachtet HaltesignalAm 21. September 1965 fuhr in Prag-Hloubětín ein Güterzug, der ein Haltesignal missachtet hatte, auf einen stehenden Personenzug auf. 14 Menschen wurden getötet, 70 Menschen verletzt.
Praha-Běchovice – Kollision bei NebelAm 15. Oktober 1965 kollidierte in Prag-Běchovice auf der Strecke Česká Třebová–Prag im Nebel ein Personenzug mit einer Rangierlokomotive. Zwei Personen verstarben und vier wurden verletzt.
Deštnice – Zug erfasst Lastwagen mit StudentenAm 2. Mai 1966 erfasste in Deštnice auf der Strecke Praha–Chomutov eine Lokomotive auf einem beschrankten Bahnübergang einen Lastkraftwagen, der Studenten zu einem Brigadeeinsatz beförderte. Bei der Dienstablösung wurde die Schrankenwärterin nicht über die verspätete Lokomotive informiert und der Bahnübergang blieb ungesichert. Zehn Menschen kamen ums Leben, 37 wurden verletzt.
Mladotice – Frontalkollision zweier GüterzügeAm 4. September 1966 stießen auf der Strecke Pilsen–Duchcov zwischen Mladotice zastávka und Horní Hradiště ein leerer Kohlezug und ein Güterzug in einer engen Bogen frontal zusammen. Zwei Eisenbahner starben, drei wurden verletzt. Die Fahrdienstleiter in Plasy und Mladotice hatten sich falsch abgesprochen, zudem funktionierte das Bahntelefon nicht.
Hradec nad Svitavou – Entgleisung mit überhöhter GeschwindigkeitAm 13. September 1967 entgleiste in Hradec nad Svitavou an der Strecke Brünn–Česká Třebová der Schnellzug Praha–Brno mit überhöhter Geschwindigkeit auf einer Weiche in ablenkender Stellung. Der Lokomotivführer wurde über die Stellung der Weiche falsch informiert. Vier Menschen wurden getötet, neun verletzt.
Nedakonice – Defektes Signal führt zu EntgleisungAm 27. Februar 1968 entgleiste im Bahnhof Nedakonice bei Uherské Hradiště auf der Strecke Břeclav–Petrovice u Karviné der Schnellzug Chopin mit überhöhter Geschwindigkeit. Die Gaslaterne, die das Langsamfahrsignal hätte beleuchten sollen, war ausgefallen und der Heizer meldete dem Lokomotivführer freie Fahrt.
Bezděčín – Zug erfasst AutobusAm 28. Juli 1969 vergaß ein Wärter in Bezděčín bei Mladá Boleslav auf der Strecke nach Nymburk die Schranken zu schließen. Der Fahrer eines Buses Škoda 706 RTO mit Anhänger befuhr den Bahnübergang und wurde von einem Personenzug erfasst. 24 Personen wurden getötet, 20 verletzt.
Valašské Meziříčí – Kollision von Zug und LokAm 23. Februar 1970 kollidierte bei Valašské Meziříčí ein Personenzug mit einer Lokomotive. Der Unfall forderte elf Menschenleben und 15 Verletzte.
Týnec nad Sázavou, Benešov – Zusammenstoß von Triebwagen und LokAm 28. September 1970 stießen zwischen Čerčany und Týnec nad Sázavou auf der Strecke Čerčany–Vrané nad Vltavou ein Triebwagen der Baureihe M 262.0 mit einer Lokomotive der Reihe T 478.1 frontal zusammen, nachdem sie ohne ordnungsgemäßes Angebot und Annahme abgefahren waren. Lokführer und Triebfahrzeugbegleiter beider Züge kamen ums Leben.
Řikonín – Schnellzug rast in UnfallstelleObwohl am 11. Dezember 1970 ein Güterzug vor dem Einfahrsignal von Řikonín an der Strecke Brünn–Havlíčkův Brod wartete, schickte der Fahrdienstleiter des Nachbarbahnhofs Níhov eine Lokomotive 489.0 auf die Strecke. Sie prallte in das Ende des stehenden Güterzugs, wobei die letzten zwölf Wagen entgleisten und in das Lichtraumprofil des Gegengleises ragten. Der zwei Minuten später entgegenkommende internationale Schnellzug Pannonia fuhr mit Höchstgeschwindigkeit in die Unfallstelle. 31 Menschen wurden getötet, 18 verletzt.
Hradčovice – FrontalzusammenstoßAm 11. November 1977 kam es bei dichtem Nebel auf der Strecke Brno–Vlárský průsmyk bei Hradčovice zu einem Frontalzusammenstoß zwischen einem Personen- und einem Güterzug. Fünf Menschen, alle aus dem Personenzug, kamen in den Trümmern ums Leben. Die Umstände des Unfalls wurden vom damaligen kommunistischen Regime verschwiegen.

## 1980–1999

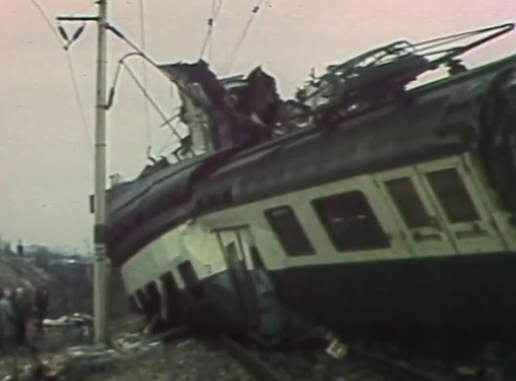
Eisenbahnunfall in Praha-Záběhlice 1988

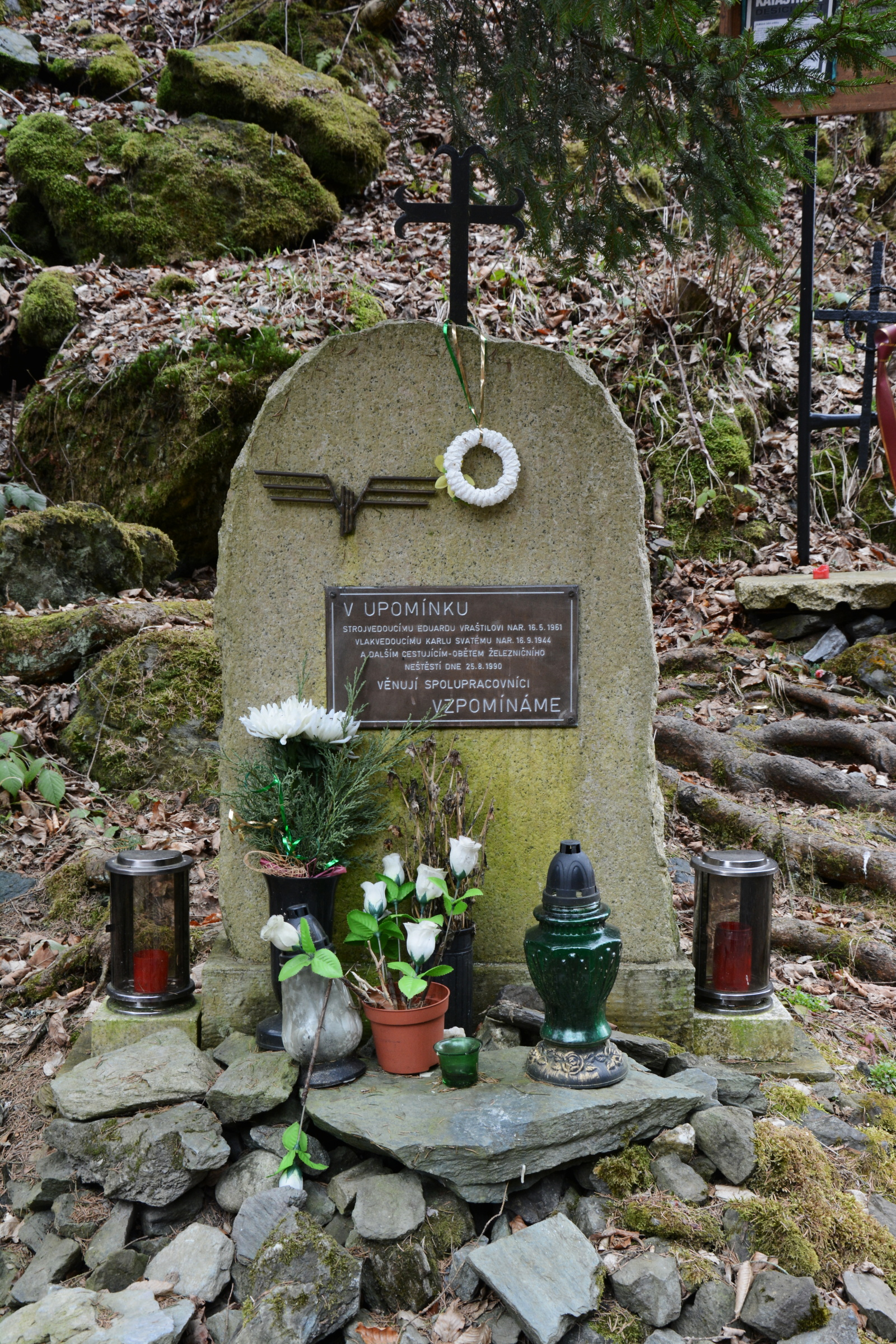
Denkmal an der Unfallstelle in Spálov

Horusice – Kollision in dichtem NebelAm 2. November 1982 kam es auf der Strecke České Budějovice–Veselí nad Lužnicí zwischen Horusice und Veselí nad Lužnicí zu einem Zusammenstoß von einem lokomotivbespannten Personenzug und mit einem entgegenkommenden Güterzug. Bei dichtem Nebel fuhr der Güterzug trotz des Halt zeigenden Ausfahrsignals aus ungeklärten Gründen ab. Drei Personen wurden getötet und 10 verletzt.
Úvaly – Schnellzug erfasst Reisende auf BahnsteigAm 9. Juli 1984 entgleiste auf der Bahnstrecke Česká Třebová–Prag der aus Košice kommende Schnellzug Bečva kurz vor der Station Úvaly. Zwei auf dem Bahnsteig wartende Personen wurden getötet, acht verletzt. Als Ursache der Entgleisung wurde eine Gleisverwerfung infolge sommerlicher Temperaturen angenommen.
Nová Cerekev – Zug erfasst TraktorengespannAm 16. September 1985 erfasste auf einem unbeschrankten Bahnübergang zwischen der Bahnstrecke Horní Cerekev–Tábor und der Straße Nová Cerekev–Stanovice ein Personenzug ein mit Menschen besetztes Traktorengespann. Zehn Personen wurden getötet und acht verletzt.
Praha-Záběhlice – Zug auf falsche Strecke geleitetAm 31. März 1988 fuhr ein Triebzug der Baureihe 451 in einen Güterzug, der in der Station Praha-Záběhlice stand. Der Güterzug wurde in Praha-Hostivař fälschlicherweise auf die Strecke nach Praha-Vršovice anstatt nach Malešice geleitet. In der Zwischenzeit stoppte der Lokführer am nächsten Bahnhof in Záběhlice den Güterzug, um die Gründe für das Fahren in die falsche Richtung herauszufinden. Zwei Personen wurden getötet, fünf schwer verletzt.
Nové Kopisty – Balt-Orient-Express fährt auf stehenden Personenzug aufAm 10. November 1989 stieß kurz nach Mitternacht in Nové Kopisty an der Strecke Praha–Děčín der Balt-Orient-Express mit einer Geschwindigkeit von 116 km/h mit einem stehenden Personenzug zusammen. Sechs Menschen starben, acht wurden schwer verletzt.
Studénka – Schnellzug erfasst StraßenwalzeAm 3. August 1990 erfasste in Studénka ein Schnellzug eine Straßenwalze, die mit Arbeiten auf einem Bahnübergang beschäftigt war. Der Unfall forderte ein Todesopfer und zwei Verletzte.
Spálov – Frontalkollision zweier ZügeAm 25. August 1990 kollidierte bei Spálov auf der Strecke Železný Brod–Tanvald ein Personenzug frontal mit einem Güterzug. 14 Menschen kamen ums Leben und 32 wurden verletzt. Ursache der Unfalls waren fehlerhafte Absprachen der Fahrdienstleiter in Jesenný und Železný Brod.
Třebechovice pod Orebem – Zug kollidiert mit AutobusAm 3. Oktober 1990 erfasste ein Personenzug auf der Strecke Chlumec nad Cidlinou–Międzylesie an einem nur mit Blinklicht gesicherten Bahnübergang in Třebechovice pod Orebem einen Linienbus der ČSAD. Sechs Menschen starben, 16 wurden verletzt.
Krouna – Kollision mit entlaufenen Güterwagen Am 24. Juni 1995 kollidierte auf der Bahnstrecke Svitavy–Žďárec u Skutče bei Krouna ein mit Triebwagen geführter Personenzug frontal mit vier entlaufenen Güterwagen. Der Triebwagen der Reihe 810 wurde fast vollständig zerstört, 19 Personen verstarben. Der Unfall beschleunigte die Einführung des Zugfunks.

## 2000–2019

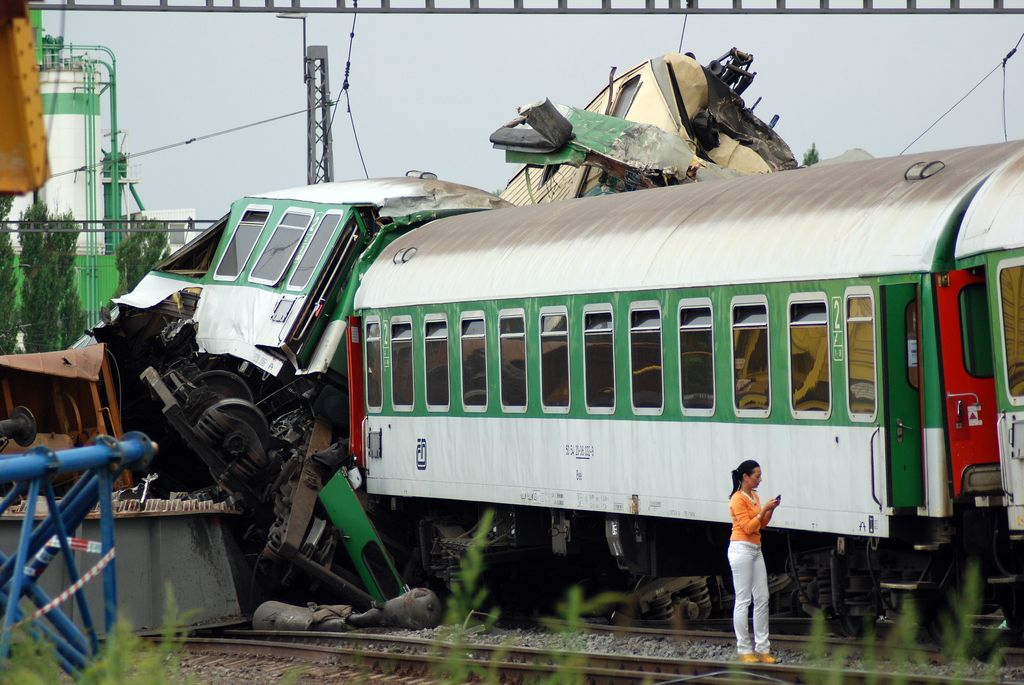
Unfallstelle in Studenka 2008

Strunkovice nad Blanicí – FrontalzusammenstoßAm 22. Juli 2004 stießen auf der Strecke Číčenice–Nové Údolí zwischen Bavorov und Strunkovice nad Blanicí zwei mit Triebwagen geführte Personenzüge frontal zusammen. Ein Fahrgast starb, 30 Personen wurden verletzt.
Čerčany – AuffahrunfallAm 14. Juli 2007 fuhr im Bahnhof Čerčany auf der Bahnstrecke České Velenice–Praha ein Schnellzug auf zwei stehende Triebzüge der Baureihe EM 475 auf. Der Schnellzug musste wegen Bauarbeiten auf ein anderes Gleis geleitet werden. Der Triebfahrzeugführer des stehenden Personenzuges verstarb, sechs Personen im Schnellzug wurden verletzt.
Moravany – AuffahrunfallAm 19. Mai 2008 prallte im Bahnhof Moravany auf der Strecke Česká Třebová–Prag eine allein fahrende Lokomotive der Baureihe 163 auf das Ende eines Personenzuges. Der Führer der Lokomotive 163.004 starb, vier weitere Personen wurden verletzt. Ursache des Unfalls war ein mechanisch blockiertes Magnetventil der Sandstreueinrichtung an der Lokomotive des Personenzugs. Dadurch streute sie ohne Einwirkung des Lokführers im Bahnhof Moravany so viel Sand auf die Schienen, dass sich bei regnerischem Wetter auf dem Schienenkopf eine breiige Emulsion bildete. Diese verhinderte das Zusammenwirken von Fahrzeugen mit der Gleisfreimeldeanlage, die den stehenden Zug nicht mehr registrierte.
Studénka – Reisezug fährt in eingestürzte Brücke
Am 8. August 2008 fuhr beim Eisenbahnunfall von Studénka der EuroCity Comenius in die Trümmer einer kurz zuvor eingestürzten Brücke. Acht Menschen starben.
Ústí nad Labem – EntgleisungAm 28. Juni 2010 fuhr in der Ausweichstelle Ústí nad Labem jih ein Triebzug der ČD-Baureihe 471 mit 107 statt erlaubten 50 km/h über eine Weichenverbindung und entgleiste. Der führende Steuerwagen prallte gegen einen Fahrleitungsmast und kippte gegen eine Stützmauer. Der Triebfahrzeugführer starb, der Zugführer und acht Reisende wurden verletzt. Die Ermittlungen ergaben, dass der Triebfahrzeugführer aufgrund seiner Diabeteserkrankung laut Gesetz berufsunfähig gewesen wäre.
Vodňany – FrontalzusammenstoßAm 2. Februar 2011 stießen unweit des Bahnhofs Vodňany auf der Strecke Číčenice–Nové Údolí ein Güterzug und ein Personenzug zusammen. Ein Reisender im Triebwagen starb, 20 Personen wurden verletzt.
Studénka – BahnübergangsunfallAm 22. Juli 2015 blieb in Studénka ein Lastkraftwagen auf einem Bahnübergang liegen, dessen Fahrer das Warnlicht ignorierte. Der herannahende Schnellzug SC Pendolino in der Relation Bohumín–Františkovy Lázně stieß mit dem auf den Gleisen stehenden Lastwagen zusammen. Drei Reisende starben, 25 wurden verletzt.
Velvěty – AuffahrunfallAm 30. Oktober 2015 fuhr in Velvěty auf der Strecke Trmice–Bílina ein Güterzug von Unipetrol Doprava auf einen stehenden Güterzug von SD – Kolejová doprava auf. Der Lokomotivführer, der das Halt gebietende Signal missachtete, starb.
Křemže – FrontalzusammenstoßAm 3. Mai 2018 stießen zwischen Křemže und Boršov nad Vltavou auf der Strecke České Budějovice–Černý Kříž zwei mit Triebwagen geführte Personenzüge von GW Train Regio frontal zusammen. 18 Personen wurden verletzt. Einer der Triebfahrzeugführer hatte ein Halt zeigendes Signal missachtet.

## Seit 2020

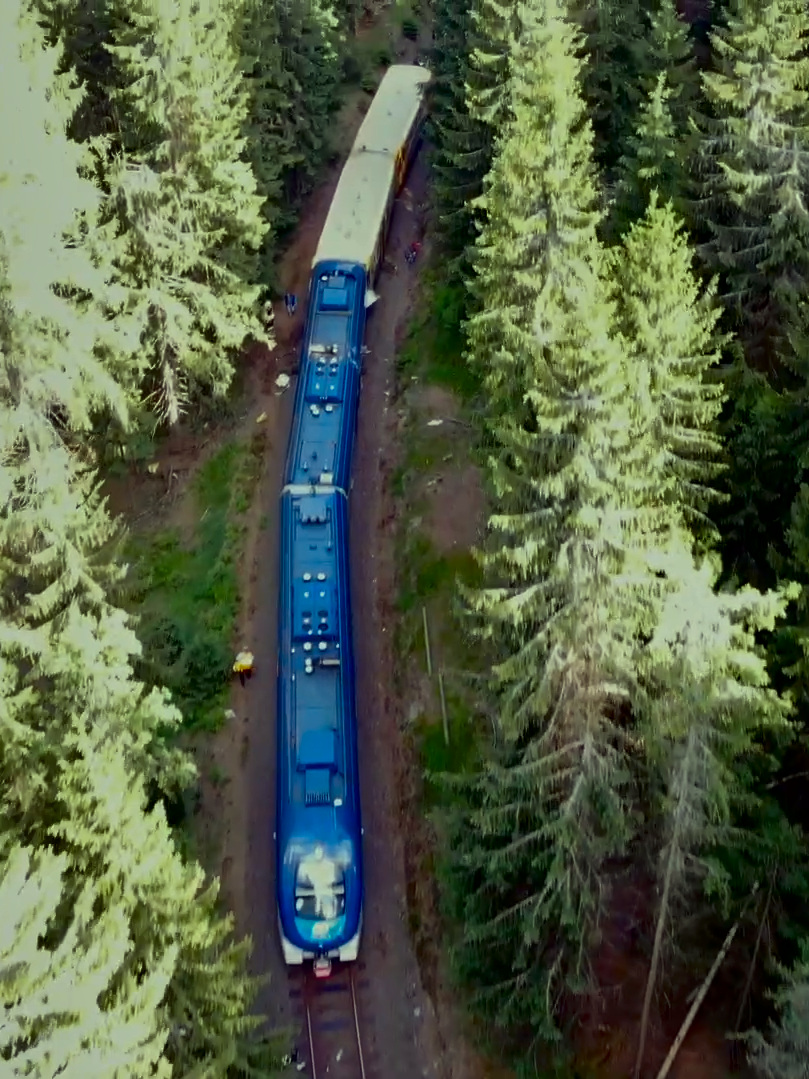
Unfallstelle in Pernink

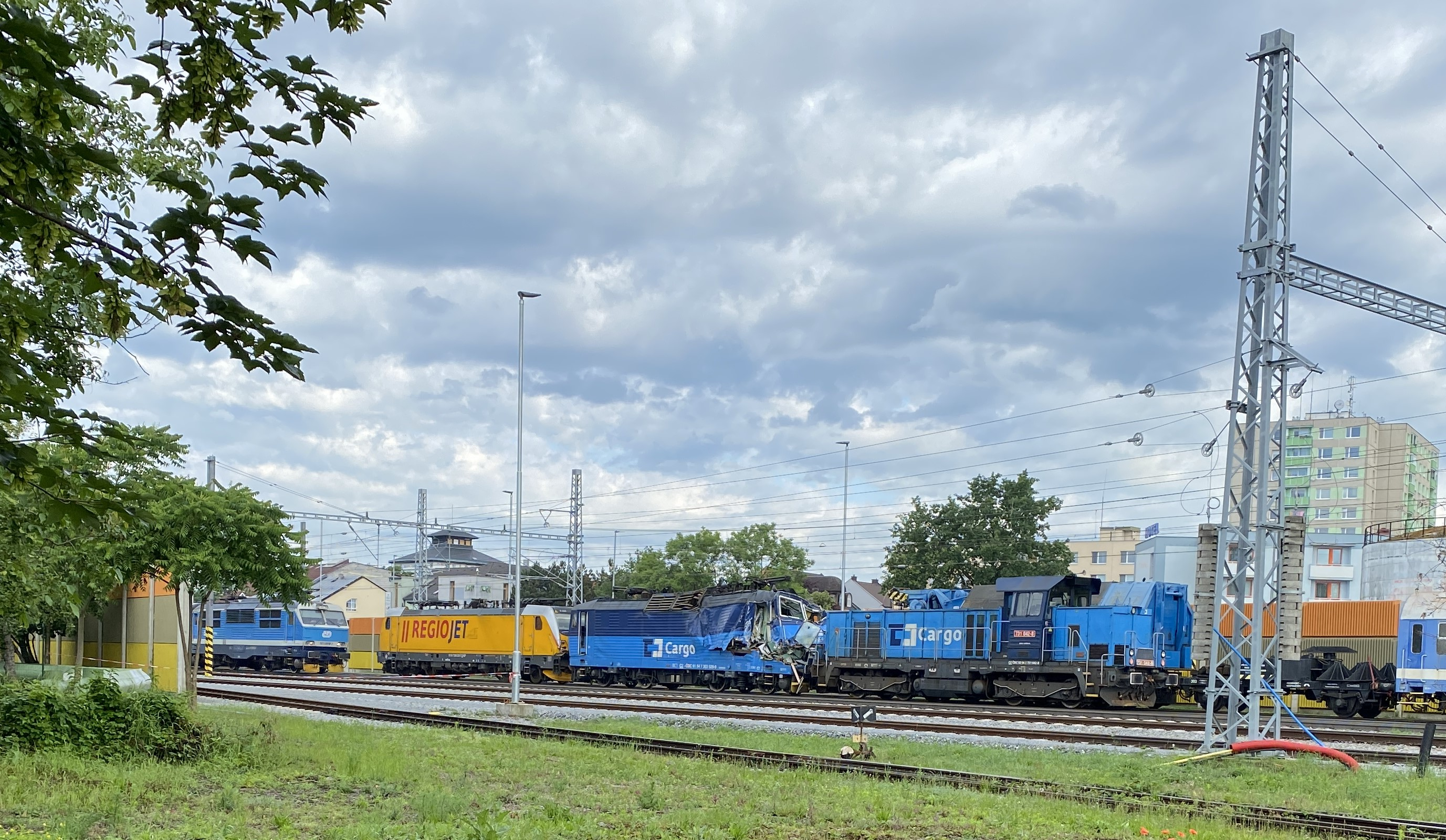
Unfallort in Pardubice während der Räumung, 7. Juni 2024

Pernink – Frontalzusammenstoß Am 7. Juli 2020 stießen bei Pernink auf der Bahnstrecke Karlovy Vary–Johanngeorgenstadt zwei mit Triebwagen geführte Personenzüge frontal zusammen. Auf der Strecke kommt der Zugleitbetrieb zum Einsatz. Zwei Personen kamen ums Leben, 24 wurden verletzt.

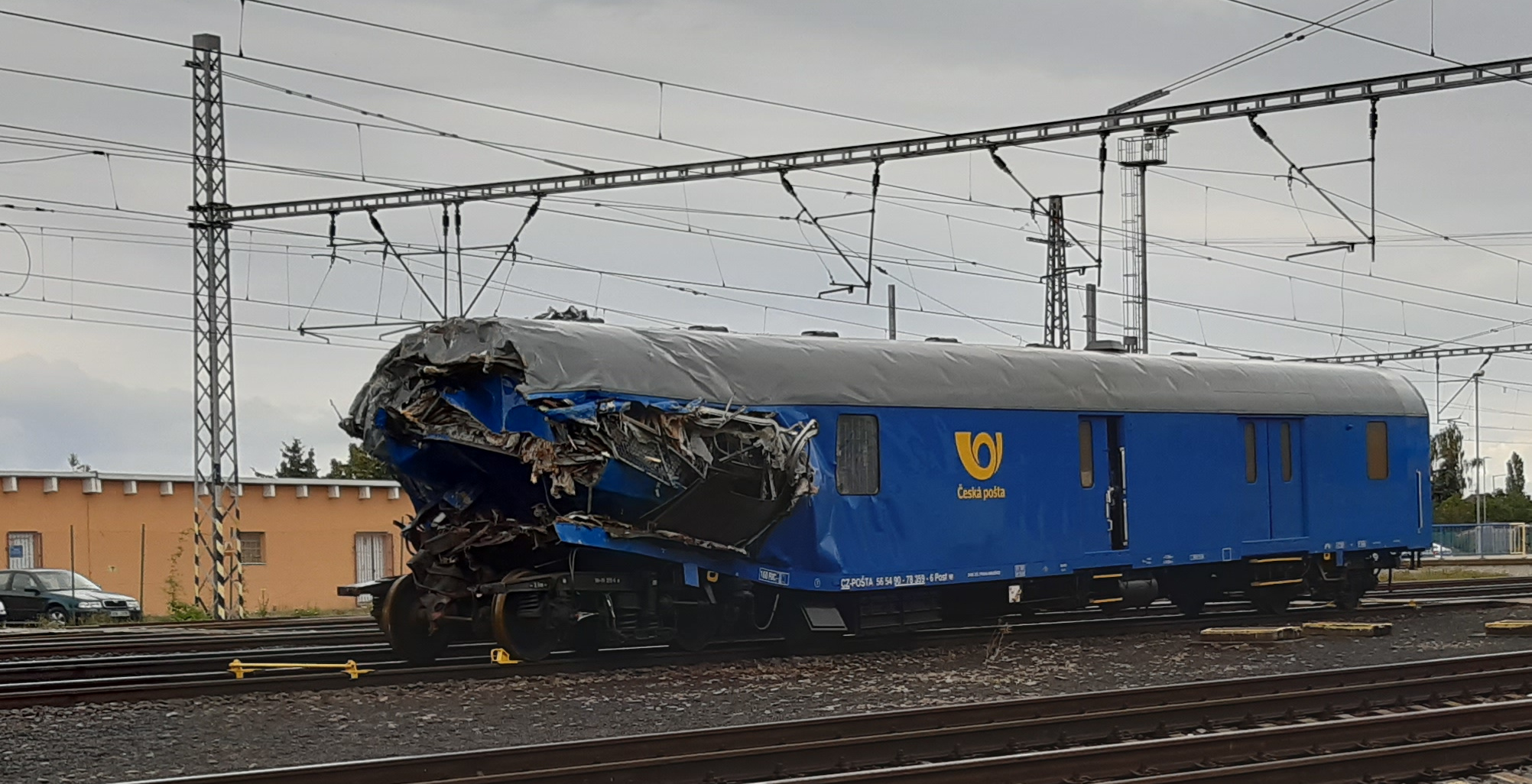
Der letzte Wagen des am 14. Juli 2020 verunfallten Güterzugs in Český Brod

Český Brod – AuffahrunfallAm 14. Juli 2020 fuhr bei Český Brod auf der Strecke Česká Třebová–Prag ein mit einem Doppelstocktriebwagen der ČD-Baureihe 471 geführter Personenzug mit 66 km/h auf einen stehenden Güterzug von ČD Cargo auf. Der Lokomotivführer des Personenzuges wurde getötet und 35 Personen verletzt. Die gerichtsmedizinische Untersuchung des getöteten Lokomotivführers ergab, dass dem Unfall ein Herzinfarkt vorausgegangen sein könnte.
Světec – FrontalzusammenstoßAm 4. April 2021 stieß im Bahnhof Světec an der Strecke Ústí nad Labem–Bílina ein Güterzug von Unipetrol Doprava mit einem Güterzug von ČD Cargo zusammen. Die Kesselwagen im Ganzzug von Unipetrol waren mit Propan gefüllt, das sich beim Unfall entzündete. Dessen Lokführer starb.
Milavče – Frontalzusammenstoß Am 4. August 2021 stießen bei der Ausweiche Radonice auf der eingleisigen Bahnstrecke Plzeň–Furth im Wald der von München nach Prag verkehrende Schnellzug Ex 351 „Západní expres“ frontal mit einem Personenzug zusammen. Drei Personen, darunter beide Triebfahrzeugführer starben, mehrere Dutzend Reisende wurden verletzt, davon acht schwer.
Bohumín – AuffahrunfallAm 27. Juni 2022 stieß im Bahnhof Bohumín ein Triebzug der ČD-Baureihe 680 kurz nach der Abfahrt mit einer Rangierlokomotive der Baureihe 742 zusammen. Der Triebfahrzeugführer des Triebzuges kam ums Leben, eine Zugbegleiterin und vier Mitarbeiter von ČD Cargo auf der Rangierlokomotive wurden verletzt. Der Triebzug hatte ein Halt zeigendes Signal überfahren.
Poříčany – EntgleisungAm 10. Oktober 2022 entgleiste im Bahnhof Poříčany, wo sich die Strecke nach Nymburk von der Strecke Praha–Kolín trennt, ein Güterzug von ČD Cargo. Der Lokomotivführer missachtete ein Halt zeigendes Signal, worauf der Zug in ein Stumpfgleis fuhr und mit dem Prellbock kollidierte. Die Lokomotive ČD 123 014 und zwei mit krebserregenden Benzol beladene Kesselwagen kippten um. Zwei Personen im Triebfahrzeug des Güterzugs wurden verletzt. Die Einwohner von Poříčany mussten evakuiert werden.
Bělčice, Blatná – Kollision mit ArbeitergruppeAm 3. Oktober 2023 kollidierte auf der Bahnstrecke Březnice–Strakonice ein Leerzug zwischen den Bahnhöfen Bělčice und Blatná mit vier Mitarbeitern der Správa železnic. Zwei von ihnen wurden getötet, zwei verletzt. Weder der Lokführer noch die zuständigen Fahrdienstleiter waren über die Arbeitergruppe auf der Strecke informiert.
Česká Třebová – FrontalzusammenstoßAm 3. Dezember 2023 kam es im Bahnhof Česká Třebová zum Zusammenstoß von zwei Güterzügen. Ein Lokomotivführer von IDS Cargo missachtete das haltzeigende Einfahrsignal und prallte mit etwa 80 km/h auf einen stehenden Zug von ČD Cargo. Die Lokomotive des auffahrenden Zuges und 19 Wagen entgleisten. Wagen auf einem benachbarten Gleises wurden ebenfalls beschädigt. Der Lokomotivführer sprang von seiner Maschine ab und wurde nur leicht verletzt. Der Sachschaden wurde auf 6 Millionen Euro geschätzt.
Dolní Lutyně – BahnübergangsunfallAm 24. Januar 2024 wurde in Dolní Lutyně auf einem Bahnübergang ein Schwerlast-Lkw vom mit 140 km/h fahrenden Schnellzug IC 546 „Ostravan“ von Návsí nach Prag erfasst. Der Lokomotivführer kam beim Zusammenstoß ums Leben. 20 Personen wurden verletzt, die Lokomotive 151 020 vollständig zerstört. Als der Lkw bei geöffneten Schranken den Bahnübergang befuhr, saß der mit einem Bohrgerät beladene Anhänger auf und steckte fest. Während der Fahrer noch versuchte, die Last hydraulisch anzuheben, näherte sich der Zug. Als Unfallursache wird eine ungünstige Fahrbahngeometrie des Bahnübergangs in einem Gleisbogen mit Überhöhung und dem dahinter liegendem Gefälle vermutet.
Pardubice – Frontalzusammenstoß Am 5. Juni 2024 stießen im Bahnhof Pardubice der Güterzug Nex 41340 von ČD Cargo und der Schnellzug RJ 1021 von Regiojet mit Laufweg von Praha hl. n. nach Košice in der Slowakei frontal zusammen. Vier Reisende im ersten Wagen des Reisezuges starben, 27 wurden teils schwer verletzt. Der Schnellzug hatte ein Halt zeigendes Signal missachtet. Am Unfallort gab es keine aktive Zugbeeinflussung.
Hustopeče nad Bečvou – Entgleisung Am 28. Februar 2025 entgleiste im Bahnhof Hustopeče nad Bečvou ein mit Benzol beladener Güterzug. 15 der 17 Wagen des Zuges wurden beschädigt und brannten aus. Auslaufendes Benzol drang zudem ins Grundwasser ein.